# Kaija (ö i Finland, Lappland)
Kaija är en ö i Finland. Den ligger i Torne älv och i kommunen Torneå i den ekonomiska regionen  Kemi-Torneå  och landskapet Lappland, i den norra delen av landet, 600 km norr om huvudstaden Helsingfors. Öns area är 11 hektar och dess största längd är 0,9 kilometer i sydöst-nordvästlig riktning.